# George Lyttelton
George Lyttelton, né le 17 janvier 1709 et mort le 24 août 1773 est un homme politique, un historien et un mécène de la littérature britannique.

## Biographie
George Lyttelton est le fils de Thomas Lyttelton (4e baronnet) et de la fille de  Richard Temple (3e baronnet). Il fait ses études au Eton College (où il se lie d'amitié avec Henry Fielding) et à Christ Church à Oxford.
Dans les années 1740, Lyttelton et Gilbert West se rendent à Oxford pour étudier deux aspects du christianisme dans le but de démontrer leur fausseté. Lyttelton souhaite démonter que Paul de Tarse ne s'est pas vraiment converti au christianisme, alors que West veut démontrer que Jésus-Christ n'est jamais revenu d'entre les morts. Chacun a prévu étudier son sujet pendant une année complète. Durant leurs études, ils épousent les valeurs du christianisme et ne peuvent démontrer leur hypothèse initiale. West rédige Observations on the History and Evidences of the Resurrection of Jesus Christ. Lyttelton rédige un ouvrage d'une longueur conséquente intitulé Observations on the Conversion and Apostleship of St. Paul. in a Letter to Gilbert West, Esq. (Observations sur la conversion et l'apostolat de Saint Paul dans une lettre à Gilbert West, Esq.). En 1742, Lyttelton épouse Lucy, fille de Hugh Fortescue, laquelle meurt en 1747. Il épouse ensuite Elizabeth, fille du Field Marshal Sir Robert Rich (4e baronet) en 1749. 
Il est élu au parlement du Royaume-Uni de 1735 à 1756. Dans les années 1730, il s'oppose à Robert Walpole en tant que membre de l'opposition. Il est nommé secrétaire de Frédéric de Galles en 1737, et Commissaire au Trésor en 1744. Après la chute de Walpole, Lyttelton est nommé chancelier de l'Échiquier en 1755. Un an plus tard, en 1756, il est élevé au titre de « Lord Lyttelton », baron de Frankley dans le comté de Worcester.
Dans les années 1760, il rédige Dialogues of the Dead (Dialogues avec les morts) avec Elizabeth Montagu. De 1767 à 1771, il rédige The History of the Life of Henry the Second (une biographie d'Henri II du Saint-Empire). 
Lyttelton est un ami et un partisan d'Alexander Pope dans les années 1730 et, dans les années 1750 de Henry Fielding qui lui dédie le roman considéré comme son chef-d'œuvre, Tom Jones. Grâce à ses influences, il a obtenu une rente pour le poète écossais James Thomson. 
Pendant plusieurs années, Lyttelton dépense de sa fortune pour construire la propriété Hagley Hall, qui se trouve dans le Nord de Worcestershire, et son parc qui comprend plusieurs fabriques de jardin. Le bâtiment principal, dernière grande demeure construite en Angleterre qui s'inscrit dans le palladianisme, est conçue par Sanderson Miller. 
Il meurt en août 1773 et son corps est enterré dans le cimetière de la cathédrale Christ Church d'Oxford.

### Source
- Burkes Peerage and Baronetage, 1939, s.v. Cobham, Viscount